# هاينز ألت
هاينز ألت (بالألمانية: Heinz Alt)‏ هو ملحن ألماني، ولد في 1922، وتوفي في 6 يناير 1945 في معسكر الاعتقال داكاو في ألمانيا.